# Cricocosmia
Cricocosmia é um verme paleocolecida que viveu na China durante o Cambriano.